# 클라라 루고르
클라라 루고르(덴마크어: Clara Rugaard, 1997년 12월 5일 ~ )는 덴마크의 배우이다. 영화 《틴 스피릿》, 《나의 마더》에 출연했다.

## 작품 목록
- 굿 페이버 (2017)
- 틴 스피릿 (2018)
- 나의 마더 (2019)